# Lê Gia Hội
Lê Gia Hội (sinh ngày 1 tháng 1 năm 1939 hoặc 1940 - 12 tháng 2 năm 2022), ca sĩ opera người Việt Nam.

## Tiểu sử
Lê Gia Hội sinh vào đầu năm 1939 tại Hà Nội. Ông kết hôn với một nữ dược sĩ. Ông có một con gái không theo nghề ca sĩ.

## Sự nghiệp
Lê Gia Hội sở hữu giọng nam cao mang tính chất sáng. Ông là diễn viên thế hệ đầu tiên của Nhà hát Nhạc Vũ kịch Việt Nam. Ông giảng dạy ở Học viện Âm nhạc Quốc gia Việt Nam, Đại học Văn hóa Nghệ thuật Quân đội. Lê Gia Hội đã tham gia vai chính của nhiều vở nhạc kịch lớn như "Cô Sao", "Ruồi Trâu", "Madam Butterfly", "Trương Chi"... và từng được nhà nước cử đi tu nghiệp tại Bulgaria.
Trong suốt cuộc đời hoạt động âm nhạc, ông là người duy nhất của Nhà hát Nhạc Vũ kịch Việt Nam được đóng vai chính trong tất cả các vở nhạc kịch Việt Nam và quốc tế quan trọng được Việt Nam dàn dựng.

## Qua đời
Ông qua đời ngày 12 tháng 2 năm 2022 tại Hà Nội sau thời gian chữa trị bệnh suy thận giai đoạn cuối và suy tim.
Sau khi mất được 1 năm, vào năm 2023, ông được truy tặng danh hiệu Nghệ sĩ nhân dân lần thứ 10 (cùng với đạo diễn hoạt hình Hồ Quảng, nghệ sĩ xiếc Lê Trí Tưởng, nghệ sĩ cải lương Thanh Kim Huệ và nghệ sĩ tuồng Võ Tuyết Mai).